# Heinrich Colloseus
Heinrich Colloseus (* 31. Mai 1872 in Bad Soden am Taunus; † 1950 in Rottach-Egern) war ein deutscher Chemiker und Industrieller.

## Leben
Nach dem Besuch des Gymnasiums in Hadamar und Mainz studierte Heinrich Colloseus an den Universitäten Würzburg und Erlangen Chemie. In Würzburg wurde er 1894 Mitglied des Corps Guestphalia. 1899 wurde er zum Dr. phil. promoviert. Von 1899 bis 1900 war er Assistent beim Chemischen Staatslaboratorium in Hamburg.
Erste Bekanntheit erlangte er durch seine Arbeiten über Hochofenschlacke und Zement. Er unternahm Forschungsreisen zur Erkundung der Goldfelder in Ostsibirien entlang des Amurs. 1912 gründete der die Schilka-Bergbaugesellschaft mit Sitz in Berlin und 1913 die Dschadalinda Bergbaugesellschaft zur Ausbeutung der Alluvial- und Berggoldfelder.
1920 gründete er die "Pertrix" Chemische Fabrik AG, deren Generaldirektor und Vorstandsmitglied er wurde. Die "Pertrix" wurde zum führenden Unternehmen zur Herstellung von Trocken- und Radiobatterien in Deutschland. Weiterhin gründete Colloseus die Elektro-Chrom-Gesellschaft, Berlin, spezialisiert auf die elektrolytische Verchromung, deren Geschäftsführer er zeitgleich zu seiner Vorstandstätigkeit bei der "Pertrix" war.

## Schriften
- Ueber die Einwirkung von Aldehyden und Ketonen auf Thiosemicarbazide und Thioharnstoffe. 1899
- Apparatus for Pulverizing Blast-Furnace Slag. US-Patent 821609, 29. Mai 1906
- Process for Manufacturing Cement from Blast-Furnace Slag. US-Patent 837918, 11. Dezember 1906
- Process of Manufacturing a Sea-Water resisting Cement from Blast-Furnace Slag. US-Patent 893706, 21. Juli 1908
- Verfahren zur Abscheidung des Kautschuks, der Guttapercha oder Balaia u. dgl. aus den diese Gummiarten führenden Milchsäften. D.R.P. 280 848, 13. November 1913
- Primary cell. US-Patent 1978624, 30. Oktober 1934
- Positive electrode for galvanic cells. US-Patent 2088233, 27. Juli 1937